# Atopotrophos chinensis
Atopotrophos chinensis là một loài tò vò trong họ Ichneumonidae.